# Wiener Schauspielerring
Der Wiener Schauspielerring ist ein österreichischer Theaterpreis. Er wurde 1998 vom österreichischen Theaterleiter, Schauspieler, Regisseur und Autor Herbert Lederer anlässlich seines 50-jährigen Bühnenjubiläums gestiftet. Der Ring wurde von der Schmuckkünstlerin Ulrike Zehetbauer kreiert. Er soll an Künstler verliehen werden, die im Theaterleben Wiens schon bemerkenswerte darstellerische Akzente gesetzt haben und für die Zukunft ebensolche erwarten lassen. Gemäß den Vergabeleitlinien soll der Preisträger nicht älter als 50 Jahre sein. Nach fünf Jahren soll der Ring jeweils "in persönlicher freier Wahl" des Trägers an einen Nachfolger weitergereicht werden.

## Preisträger
- 1998 Herbert Föttinger
- 2003 Nicholas Ofczarek[2]
- 2009 Regina Fritsch
- 2013 Birgit Minichmayr[3]
- 2018 Gerti Drassl[3]
- 2023 Alexander Pschill[4]